# هایلند پارک (فلوریدا)
هایلند پارک (به انگلیسی: Highland Park) روستای در شهرستان پولک ایالت فلوریدا است که در سال ۱۹۲۷ بنیان‌گذاری شده‌است. این روستا طبق سرشماری سال ۲۰۱۰ میلادی، ۲۵۸ نفر جمعیت داشته و مساحت آن نیز ۱٫۹ کیلومتر مربع است.